# American Stars ’n Bars
American Stars 'n Bars — восьмой студийный альбом канадско-американского музыканта Нила Янга, выпущённый в мае 1977 года на лейбле Reprise Records. Составленный из материала, записанного на протяжении 29 месяцев, альбом включает в себя «Like a Hurricane», одну из самых известных песен Янга. Альбом достиг 21-й позиции в чарте Billboard 200 и был сертифицирован RIAA как «платиновый».

## Предыстория
После выхода альбома Zuma в ноябре 1975 года, а также последовавшего международного тура в ноябре 1975 года с рок-группой Crazy Horse, Янг возобновил своё сотрудничество со Стивеном Стиллсом. После выхода альбома Long May You Run и тура в его поддержку, который был впоследствии прерван, Янг продолжил гастроли с Crazy Horse по Соединённым Штатам, а после этого провёл первую половину 1977 года на отдыхе. 
Записав несколько песен в стиле кантри-рока на сессиях в апреле 1977 года, он собрал несколько дополнительных треков из более ранних записей для составления второй стороны нового альбома.
"Homegrown" и "Star of Betlehem" изначально были предназначены для ещё невышедшего на тот момент альбома Homegrown. Обе песни вместе с «Like a Hurricane», «Hold Back the Tears» и «Will to Love» также были запланированы для другого неизданного (на тот момент) альбома Chrome Dreams. На семи из девяти песен присутствует его многолетняя рок-группа Crazy Horse; кроме того, "Star of Bethlehem" присутствует звезда кантри-музыки Эммилу Харрис. Песни из сессий в апреле 1977 года сделаны в стиле кантри-музыки, в то время как песни на второй стороне альбома появились именно в оригинальной версии, в какой они были записаны во время соответствующих сессий, длившихся на протяжении двух лет, с 1974 по 1976 год.

## Написание
"The Old Country Waltz" рассказывает историю о прослушивании группы в баре, одновременно запивая своё горе от потери любимого человека. Раннее песня была записана вместе с применением фортепиано и губной гармошкой в августе 1976 года во время очередных сессий. Ранее он был записан на фортепиано и губной гармошке в августе 1976 года во время сессии к ещё невышедшему (на тот момент) альбому Hitchiker. "Saddle Up the Palomino" содержит сексуально-провокационный текст и предположительно, была записана в 1974 году или 1975 году во время сессий к альбому Homegrown. Рукописный список песен на архивном сайте записей Нила Янга включает песню под названием "Carmelina". Песня была написана Янгом, бассистом Тимом Драммондом и автором песен Бобби Чарльзом, который входил в ближайшее окружение Янга в Малибу в 1975 году.
Hold Back the Tears" была изначально записана в феврале 1977 года в виде сольного исполнения Янга, который играет на гитаре, клавишных, а также исполняет перкуссию. Данная версия песни будет выпущена в 2023 году в рамках альбома Chrome Dreams . В тексте песен Янга утешает своего друга, который переживает потерю отношений, и даёт ему совет по поводу следующей любви, предположительно находящейся вблизи него. В свою очередь «Bite the Bullet», в которой также присутствует раскованный текст, сочетает в себе жанры кантри вне закона и панк-рока. Песня была написана в июле 1976 года в городе Шарлотт в Северной Каролине во время национального тура в поддержку альбома Long May You Run, в ходе которого песня была также впервые исполнена вживую. 
Текст песни «Star of Bethlehem» повествует о восприятии конца взаимоотношений между двумя людьми. Песня изначально планировалась к выпуску в рамках альбома Homegrown в качестве его закрывающей песни. Текст песни был вдохновлён разводом Янга с актрисой Кэрри Снодгресс. Янг впоследствии дебютирует с этой песней на очередном гастрольном туре с группой CSN&Y. В интервью 1975 года, данном журналисту Кэмерон Кроу, Янг подчёркнул свою привязанность к данной песне, а также потребность выпустить её, особенно выделив "красивые гармонии" Эммилу Харрис. В «Will to Love» Янг рассказывает Янг «историю лосося, который плывёт против течения. Она нагружена моими собственными чувствами любви и выживания». Янг исполнил эту песню только один раз, ночью, когда он записывал её у себя дома перед развевающимися пламенями огня. Янг исполнял эту песню всего один раз, в ночь записи этой песни у себя дома перед ревущим огнём. «Homegrown», представляющая собой дань уважения марихуане, была впервые записана как заглавная песня к одноимённому альбому.
"Like a Hurricane", одна из фирменных песен Янга, рассказывает о бурном романе, который Янг описал в своём сообщении за 2020 год на своём веб-сайте: "У неё было так много любви, что он не мог вынести этого. Она всегда была впереди него его, но он всё равно любил её. Он попросту не мог до неё добраться. Но всё-таки у него это получилось, и она никогда этого не забудет." В интервью, данном им в сентябре 1982 года, Янг сказал:  "Я написал её с помощью органа, на струнном синтезаторе. Я помню, что в ту ночь, когда я её написал, я играл её всю ночь после того, как я написал её. У меня всегда было такое чувство, что она в любом случае должна была появиться. Она не будет похожа на миролюбивую коротенькую песню". В своих мемуарах «Special Deluxe» Янг вспоминает, как ходил по барам на Янг вспоминает, как ходил по барам на бульваре Скайлайн: 

«... мы остановились у Skeggs Point Scenic Lookout, чтобы припарковаться и принять немного кокаина... На заднем сиденье рядом со мной лежала газета, я взял фломастер, один из моих любимых инструментов для письма, и нацарапал несколько слов. Позднее в тот же вечер, когда я вернулся на своё ранчо, я сёл за электрический орган, который я построил самостоятельно... Неземной звук резонировал в моей маленькой каюте часами, пока я раскрывал мелодию и аккорды, которые звучали в текстах, написанных мной для альбома Тейлора ДеСото»
.

## Запись
«Star of Bethlehem» была записана в декабре 1974 года в Quadraphonic Sound Studios во время сессий к альбому Homegrown. Согласно сообщению на сайте Neil Young Archives, Бен Кит и Эммилу Харрис записали свои вокальные партии для песни в доме Харрис в Лос-Анджелесе. В свою очередь, «Homegrown» и «Like a Hurricane» были записаны в ноябре 1975 на ранчо Янга вместе с его рок-группой Crazy Horse во время репетиций короткого гастрольного тура по Северной Калифорнии, его первого тура с восстановленной группы вместе с гитаристом Пончо Сампедро. Рок-группа записала песню «Like a Hurricane» на ранчо через некоторое время после её написания Янгом; версия песни, представленная на альбоме, представляет собой её первый дубль. «Like a Hurricane», судя по всему, представляет лучший пример звучания Old Black, хотя если прислушаться, то песня будет испорчена всевозможными ошибками и осечками, которые есть в моей игре... Чаще всего первый раз, когда что-то исполняется, то это определяющий момент... Вот почему песня попросту обрывается в самом начале. Не было никакого начала песни, равно как и её конца. Это одно из таких выступлений, которое вы больше никогда не сможете повторить; вишенку, оригинальный смысл песни и её суть. Нам просто надо высказываться о таких моментах, пока у нас есть такая возможность». 
«Will to Love» была записана в апреле 1976 года перед ревущим огнем; это был единственный раз, когда он исполнил эту песню. Позднее он смикшировал запись и добавил наложения во время сессии при полной луне в Indigo Rancho в Малибу, Позже он смикшировал запись и добавил наложения во время сессии при полной луне на ранчо Индиго в Малибу. Как Янг рассказывал в своих мемуарах Waging Heavy Peace: «Сидя на полу поздно ночью, я записывал перед камином с кассетой на очаге, в трёх футах от огня, и вы можете слышать потрескивание огня с его шипением во время моего пения вместе с моей игрой на своей старой гитаре Martin». Янг смикшировал трек песни, а также добавил многочисленные наложения в студии Indigo Ranch Recording восемь месяцев спустя со своим продюсером Дэвидом Бриггсом: «Я попросил Дэвида достать мне много инструментов, включая инструментов, включая барабаны, электробас, виброфан, некоторые из тех усилителей, которые были у меня, включая мой Magnaone со стереовибрато, и несколько других вещей. Я сказал Дэвиду, что просто хочу воспроизвести кассету через Magnatone со стереовибрато, чтобы во время моей песни мой голос звучал бы так, как будто я плаваю под водой, когда я выступаю от лица лосося». Наконец, Янг и Бриггс тем же вечером смикшировали песню и воспроизвели результаты, к огромному удовлетворению самого Янга: «Где-то в середине ночи мы полностью доделали микс.  Это был идеальный метод работы. Получить всё и сразу... Звук лился на меня и вокруг меня, а я, в свою очередь, купался в нём. Наша работа была сделана. Это воспоминание — один из моих любимых моментов и прекрасный пример прекрасной жизни с моим другом Дэвидом, который направлял меня и помогал мне в каждом из путешествий, предпринятых мной в мире музыки».
Песни на первой стороне были записаны за один день на ранчо Янга 4 апреля 1977 года. На апрельской сессии 1977 года к Crazy Horse присоединилась рок-группа The Bullets: Бен Кит, гитарист на стил-гитаре и давний соратник Янга, скрипачка Кэрол Майедо, а также бэк-вокалистки Линда Ронстадт и Николетт Ларсон. Ронстадт раннее записывалась вместе с Янгом на его альбоме Harvest. Янг пригласил Ларсон, поговорив с другими музыкантами, и некоторые из них порекомендовали неё. Они встретились в доме Янга в Малибу, где он представил им двадцать песен, которые имелись у него в наличии для записиь альбома в песни. Они встретились в доме Янга в Малибу, где он представил им двадцать песен, которые имелись в наличии для записи. Ларсон рассказала обстоятельства журналисту Кэмерону Кроу в декабре 1978 года: «Я мало что знала о Ниле Янге, но мы подошли, сели у камина, и Нил проиграл все песни, которые были им только что написаны; их было около двадцати. Мы исполняли гармонии с ним, а он находился в явном восторге». Сессии проходили в белом доме, находившимся на территории ранчо Янга. Музыканты считали, что репетируют, пока записывались дубли, которые впоследствии вошли в альбом. Ларсон вспоминает: Ларсон «Мы работали над песнями в одной из комнат его дома. И как только мы всё записали, Нил сказал: „Спасибо большое... альбом готов“. Оказывается, он тайно записывал все песни в соседней комнате».

## Обложка
Обложка альбома была оформлена актёром и близким другом Янга Дином Стоквеллом, который также написал сценарий, вдохновивший его на создание фильма под названием После золотой лихорадки. На обложке изображена Конни Москос, тогдашняя девушка продюсера Дэвида Бриггса, с бутылкой канадского виски в руке, а также пьяный Янг, прижавшийся лицом к стеклянному полу.

## Релиз
American Stars 'n Bars был выпущен в мае 1977 года. Альбом вышел уже после того, как был оформлен сборник Decade. Янг и продюсер Дэвид Бриггс решили отложить выход сборника, чтобы песня Янга «Like a Hurricane» могла бы выйти не только на сборнике из трёх пластинок, но и на отдельном альбоме. Бриггс и Янг позвонили менеджеру Эллиоту Робертсу для согласования дат релиза вместе с лейблом. 
Бриггс рассказал об этом решении в одном из современных радиоинтервью: 

«Мы были в дороге, на концерте, ехали между Хьюстоном и Мэдисоном в штате Висконсин. Мы подумали: «Ого, а ведь «Hurricane» действительно клёвая песня! Она достойна быть включённой в отдельный альбом, а не выпускать вместе с 32 другими песнями. Мы 500 000 копий альбома Decade… Потому в три часа ночи мы позвонили менеджеру Нила прямо из автобуса и сказали: "Эй, чувак, я не думаю, что нам стоит выпускать Decade, прежде чем "Hurricane" не выйдет на отдельной пластинке. Почему бы тебе не позвонить в Warner и не рассказать им про это?"»

## Отзывы критиков
Альбом получил в целом положительные отзывы критиков. Он пришёл к выводу, что альбом «может рассматриваться в качестве сборника, но не в качестве обобщения различных стилей Янга: от After the Gold Rush и Harvest (большая часть кантри-рока) через On The Beach (невероятная «Will to Love») до Zuma («Like a Hurricane» — достойное продолжение «Cortez the Killer» в плане гитарного исполнения) с огромным количеством совпадений в песнях». В рецензии для Allmusic Уильям Рульманн счёл альбом «стилистической мешаниной, первая сторона которой состоит из материала с оттенками кантри-музыки», а вторая сторона, в свою очередь, варьировалась от «акустических сольных номеров... до яростных рок-песен». Описывая «Will to Love» как особенную жуткую и амбициозную композицию как «особенную жуткую и амбициозную композицию», Рульманн особенно пометил, что «центральным произведением альбома, однако, является «Like a Hurricane», одна из классических хард-роковых песен Янга и одно из его лучших гитарных упражнений, а также вечный концертный фаворит».
Сам альбом был впоследствии перевыпущен на компакт-диске в формате HDCD 19 августа 2003 года в рамках серии «Digital Masterpieces Series» вместе с альбомами Янга On The Beach, Hawks & Doves и Re-ac-tor.

## Список композиций
| №  | Название                | Длительность |
| -- | ----------------------- | ------------ |
| 1. | «The Old Country Waltz» | 2:58         |
| 2. | «Saddle Up My Palomino» | 3:00         |
| 3. | «Hey Babe»              | 3:35         |
| 4. | «Hold Back the Tears»   | 4:18         |
| 5. | «Bite the Bullet»       | 3:30         |

| №  | Название            | Длительность |
| -- | ------------------- | ------------ |
| 6. | «Star of Bethlehem» | 2:42         |
| 7. | «Will to Love»      | 7:11         |
| 8. | «Like a Hurricane»  | 8:20         |
| 9. | «Homegrown»         | 2:20         |

## Персонал
Сторона 1 (приписывается Нилу Янгу, а также рок-группам Crazy Horse и the Bullets)
- Нил Янг – гитара, вокал
- Фрэнк "Пончо" Сампедро[англ.] – гитара
- Билли Тэлбот[англ.] – бас-гитара
- Ральф Молина[англ.] – барабаны
- Бен Кит[англ.] – педальная стил-гитара
- Кэрол Маэдо – скрипка
- Линда Ронстадт – бэк-вокал
- Николетт Ларсон[англ.] – бэк-вокал

Сторона 2
«Star of Bethlehem»
- Нил Янг – гитара, вокал, гармоника
- Бен Кит – добро, вокал
- Тим Драммонд – бас-гитара
- Карл Т. Химмел – барабаны
- Эммилу Харрис – вокал

«Will to Love»
- Нил Янг – гитара, вокал, орган, пианино, вибрафон, барабаны

«Like to Hurricane» (приписывается Нилу Янгу и рок-группе Crazy Horse)
- Нил Янг – гитара, вокал
- Фрэнк "Пончо" Сампедро – Stringman[англ.], вокал
- Билли Тэлбот – бас-гитара
- Ральф Молина – барабаны, вокал

«Homegrown» (приписывается Нилу Янгу и рок-группе Crazy Horse)
- Нил Янг – гитара, вокал
- Фрэнк "Пончо" Сампедро – гитара, вокал
- Билли Тэлбот – бас-гитара
- Ральф Молина – барабаны, вокал

## Чарты

### Еженедельные
| Чарты (1977)                              | Наив. позиция |
| ----------------------------------------- | ------------- |
| Австралия (Kent Music Report)             | 21            |
| США (Billboard Top LP & Tape)             | 21            |
| Великобритания (UK Album Charts)          | 17            |
| Канада (RPM 100 Albums)                   | 16            |
| Финляндия (The Official Finnish Charts)   | 30            |
| Франция (Album Charts)                    | 4             |
| Япония (Oricon Albums Chart)              | 63            |
| Швеция (Sverigetopplistan)                | 16            |
| Норвегия (VG-lista Albums)                | 5             |
| Новая Зеландия (New Zealand Albums Chart) | 35            |
| Нидерланды (MegaCharts Albums)            | 5             |
| США (Cash Box Top 100 Albums)             | 16            |
| США (Record World Album Charts)           | 33            |

### Итоговые годовые чарты
| Чарт (1977)             | Позиция |
| ----------------------- | ------- |
| Канада RPM Album Charts | 96      |

## Сертификация
| Регион                                                      | Сертификация | Продажи  |
| ----------------------------------------------------------- | ------------ | -------- |
| Великобритания (BPI)                                        | Серебряный   | 60 000^  |
| США (RIAA)                                                  | Золотой      | 500 000^ |
| ^ Данные о тиражах приведены только на основе сертификации. |              |          |